# Integració vertical

Diagrama que mostra la integració vertical en contrast amb la integració horitzontal

El terme integració vertical en microeconomia i gestió, descriu en estil de control de gestió. Les empreses integrades verticalment en una cadena de subministraments estan unides a través d'un propietari comú. Normalment cada membre de la cadena de subministraments produeix un producte diferent o un servei de mercat específic i els productes es combinen per a satisfer una necessitat comuna. Contrasta amb la integració horitzontal.
La integració vertical és un mètode per evitar el hold-up problem. Un monopoli produït a través de la integració vertical es diu monopoli vertical.
Andrew Carnegie, magnat de l'acer, introduí el concepte i l'ús de la integració vertical.

## Exemple
Apple Inc. és un exemple de la integració vertical, específicament amb molts elements de l'ecosistema per a iPhone i iPad, on controlen el processador, el maquinari i el programari. El mateix maquinari no està típicament fabricat per Apple, però fabricants com Hon Hai Foxconn o Asus Pegatron fabriquen productes d'Apple segons les seves especificacions.